# 萨嫩
萨嫩是瑞士伯尔尼州的一座市镇，总面积120.06平方公里，平均海拔高度1,014米，最高点Giferhorn海拔高度2,542米，最低点海拔高度985米，人口7,611人（2005年）。
46°28′59″N 7°15′59″E / 46.4831°N 7.2664°E